# Oligotrichum canaliculatum
Oligotrichum canaliculatum är en bladmossart som beskrevs av Mitten 1869. Oligotrichum canaliculatum ingår i släktet Oligotrichum och familjen Polytrichaceae. Inga underarter finns listade i Catalogue of Life.